# Jacques Marie Frangile Bigot
Jacques Marie François Bigot, nascut el 1818 a París i mort el 14 d'abril de 1893 a Petit Quincy, va ser un entomòlog francés.

## Biografia
Aquest especialista dels dípters sembla haver tingut la col·lecció més rica de l'època, tot i que alguns especialistes són molt crítics sobre la seva obra.

## Publicacions
- Diptères de Madagascar (1858)
- Diptères (1888)[1]
- Exploration scientifique de la Tunisie. Énumération des diptères recueillis en Tunisie dans la mission de 1884, par M. Valéry Mayet, et description des espèces nouvelles, par J.-M.-F. Bigot (1888)
- Descriptions de diptères nouveaux (1892)